# San León de Sens obispo
León de Sens (s. VI D.C.) fue un religioso francés y santo de la iglesia católica. Fue elegido como miembro del  episcopado y nombrado Obispo de Sens en el año 533. Atendió el concilio de Orleáns del año 533 y estuvo presente personalmente en el del año 538. Se dice que el concilio de 533 fue el segundo celebrado en Orleáns. Fue muy concurrido ya que asistieron los obispos súbditos de los reyes francos Teodorico, Childeberto y Clotario. Estos príncipes cristianos, pero bárbaros, por un largo tiempo una mezclaron obras de celo piadoso con excesos de crueldad, que incluyeron mancharse con la sangre de sus sobrinos, hijos de Clodomíro, cuyos estados querían invadir. Después de este cruel hecho congregaron a sus respectivos obispos en Orleans como la ciudad más al propósito para las diversas diócesis a fin de trabajar en el restablecimiento de la disciplina. Era la simonía uno de los mayores males que afligían a la Iglesia, progresando cada día con más rapidez.
El concilio mando a que se excluyese enteramente el episcopado, reprobando a cualquiera que intentase conseguirle con dinero. También prohibió a todo sacerdote vivir con lujos, tan contagiosa parecía la corrupción del siglo para los eclesiásticos, que debían vivir solos o con personas de su estado en comunidad. Renovaron la prohibición hecha ya antes de ordenar diaconisas, a causa de la fragilidad de su sexo y se excomulgó a los abades que despreciasen las órdenes de los obispos. Veintiséis obispos concurrieron a este concilio, se juzga que lo presidió Honorato, arzobispo de Bourges. También asistieron otros cinco metropolitanos, Flavio de Ruan, León de Sens, Injurioso de Tours, Juliano de Viena y Aspasio de Eausa. Tomaron asiento los padres del concilio conforme a la costumbre, según la dignidad de su silla, sin respeto al tiempo de su consagración. El único testimonio de San León es una carta, dirigida al rey Childeberto I (+ 558), en la que León pide la intervención del rey para que el obispo dependa del obispo de Sens, cuando la sede episcopal de Meaux se encontraba bajo la jurisdicción de Teodeberto y así evitar la creación de una sede episcopal en Melum. 
Se suele identificar con el obispo León que, junto con Heraclio de Paris y Teodosio de Auxerre, escribió a Remigio de Reims en el año 512 para protestar contra las sanciones, en su opinión demasiado leves, decretadas contra un sacerdote. Fue un admirable ejemplo de santidad desde su primera infancia y sus virtudes acrecieron al encargarse del obispado de Sens, Francia; cuya Iglesia gobernó por muchos años en santa paz y con noble celo por la salvación de las almas. Unido en estrecha relación con Childeberto, rey de Francia, promovió los intereses de la casa de Dios. Amado de cuantos que tenían la dicha de conocerlo de condición apacible y de carácter suave.  Murió por el año de 540 y sus sagradas reliquias se conservan aun en la Iglesia de los Santos Gervasio y Protasio de la ciudad de Sens. Nos ha llegado la respuesta de Remigio. Su nombre es recordado en los martirologios jeronomiano y romano, su fiesta se celebra el 24 de abril.